# Saloluoto
Saloluoto est une île de l'archipel finlandais à Naantali en Finlande.

## Géographie
Saloluoto est à environ 24 kilomètres à l'ouest de Turku. 
La superficie de l'île est de 571 hectares et sa plus grande longueur est de 5,1 kilomètres dans La direction est-ouest.
Saloluoto culmine à environ 35 mètres d'altitude,.
Toute l'île de Saloluoto appartient au village de Salo, c'est-à-dire Salonkylä, qui est aussi parfois utilisé comme nom de l'île.
Saloluoto est une île plutôt rocheuse dominée par de vastes zones forestières. 
Dans les basses terres de l'île, il y a de petits champs. 
Saloluoto compte quelques petits étangs. 
Il y a beaucoup de maisons de vacances sur les rivages de Saloluoto. 
La réserve naturelle boisée de 6,8 hectares de Saloluoto est située dans les parties centrales de l'île.

## Transports
Saloluoto est relié par la route a l'île d'Otava.
La route de liaison 1890 ou Rööläntie mène à la route de liaison 12140 ou Salonkyläntie qui va jusqu'à Salonkylä. 
Un petit pont, d'environ 20 mètres de large, enjambe le détroit et relie Saloluoto à l'île d'Otava. 
Au nord et à l'est de Saloluoto se trouve Otava. 
Les autres grandes îles sont Ampuminmaa au nord, Karhuluoto au sud et  Ruotsalainen un peu plus à l'ouest. 
Une voie maritime d'une profondeur de 5 mètres est parallèle à la rive sud de Saloluoto jusqu'à Röölä.

### Articlesconnexes
- Liste d'îles de Finlande